# NGC 3634
NGC 3634 este o galaxie eliptică situată în constelația Cupa. A fost descoperită în 24 ianuarie 1887 de către Francis Leavenworth.